# Mona Lisa
Mona Lisa (tal. Monna Lisa ili La Gioconda, franc. La Joconde) ulje na drvetu, jedna od najpoznatijih umjetničkih slika na svijetu, rad talijanskog renesansnog majstora Leonarda da Vincija. Smatra se da je riječ o portretu Lise del Giocondo, mlade žene firentinskog trgovca Francesca del Gioconda, rođenom između 1503. i 1506.

## Datacija i identifikacija
Polazi se od toga da je Mona Lisu naručio firentinski trgovac Francesco del Giocondo u proljeće 1503. godine u čast kupnje nove kuće, i povodom rođenja djeteta bez komplikacija. Lisa je rođena 1479. kao kćer Antonia Maria di Noldo Gheradinia, a udala se 5. ožujka 1495. za trgovca svilom po imenu Francesco di Bartolomeo di Zanobi del Giocondo.
Ovakvo, tradicionalno identificiranje nepotpisanog i nedatiranog portreta danas poznatog kao Lisa del Giocondo potječe od Giorgia Vasarija, utjecajnog biografa novovremenske povijesti umjetnosti iz 16. stoljeća. Činjenica je da je Leonardo da Vinci po svom povratku u Firencu, dakle u godinama između 1500. i 1506., naslikao jedan portret Lise del Giocondo, žene firentinskog trgovca Francesca del Gioconda. Dalje biograf ustanovljava, da Leonardo još i nakon četiri godine nije dovršio portret u potpunosti. Leonardo također nije nikada predao nedovršenu sliku naručitelju Francescu del Giocondu, već je zadržava kod sebe.
Kako jedino Vasari spominje ime Mona Lisa, neki povjesničari sumnjaju u točnost imena i traže druge izvore. Tako se pretpostavlja da se radi o ljubavnici Giuliana de' Medicija, neka Pacificia Brandano ili jedna od priležnica Charlesa d'Amboise, ili čak i Isabella d'Este, Markiza od Mantove. Neki istraživači idu tako daleko, da tvrde kako nije uopće postojao model, već da je Leonardo naslikao idealnu ženu. Neki čak i primjećuju da Mona Lisa sliči svom tvorcu (tj. njegovoj predodžbi autoportreta), da je sam sebe naslikao, dok su neki, uključujući i Sigmunda Freuda, smatrali da je Leonardo portretirao svoju majku Caterinu.

## Vlasnici i muzeji
Leonardo je prodao sliku kratko pred svoju smrt francuskom kralju Franji I., koji je zatim čuva u dvorcu Amboise. U sljedećem razdoblju slika dolazi u Fontainbleau, Pariz, Versailles i konačno u kolekciju Luja XIV. Nakon Francuske revolucije slika dobiva nov dom u muzeju Louvre. Napoleon je uzima odatle i vješa u svoju spavaću sobu. Po njegovom silasku s vlasti Mona Lisa se vraća natrag u Louvre.
Dana 21. kolovoza 1911. godine sliku je iz Louvrea ukrao talijanski lopov Vincenzo Peruggia, želeći je vratiti "kući" u Italiju. Nakon duge i neuspješne potrage u kojoj se nakratko sumnjalo i na Pabla Picassa i Guillaumea Apollinairea, vjerovalo se da je zauvijek izgubljena. U prosincu 1912. Louvre na njeno mjesto postavlja Rafaelovu sliku. Krajem 1913. Mona Lisa se neočekivano pojavljuje u Firenci. Peruggia je sam nudi na otkup tamošnjem trgovcu umjetninama Alfredu Geriju. Vraćena je u Louvre u siječnju 1914.
U atentatu kiselinom 1956. teško je oštećena donja polovica slike. Iste godine, 30. prosinca 1956., posjetitelj je na sliku bacio kamen, i oštetio boju u predjelu lijevog lakta.
U 60-tim i 70-tim godinama Mona Lisa je bila izložena i u New Yorku, Tokiju i Moskvi. Danas se nalazi u muzeju Louvre u Parizu, zaštićena pancirnim staklom.

## Vanjske poveznice
- Muzej Louvre  Arhivirana inačica izvorne stranice od 22. srpnja 2005. (Wayback Machine)